# Symfonie nr. 2 (Villa-Lobos)
Heitor Villa-Lobos begon in 1917 met het componeren van zijn 2e symfonie.

## Geschiedenis
Villa-Lobos schreef voornamelijk programmatische muziek. Daarom is het vreemd dat er van zijn hand toch een twaalftal symfonieën zijn verschenen. Wellicht om zich toch aan zijn voorkeur te houden hebben de meeste symfonieën een subtitel. In dit geval Ascenção (Hemelvaart). Villa-Lobos beschouwde en gebruikte zijn symfonieën om muzikale ervaringen om te doen, om ze verder te kunnen verwerken in andere composities.

Hij schreef zijn eerste vijf symfonieën in een kort tijdsbestek van 1916 tot 1920, daarna duurde het 24 jaar voordat de volgende verscheen.

De compositie heeft in afwijking van veel van zijn werken wel een opusnummer meegekregen (Opus 160), maar dit kan niet juist zijn, aangezien hij in 1917 nog lang geen 160 composities op zijn naam had staan. De première vond pas plaats op 6 mei 1944 in Rio de Janeiro door het Orquestra do Rádio Nacional onder leiding van de componist; reden waarom vermoed wordt dat Villa-Lobos al die jaren nog aan deze symfonie heeft gesleuteld. Qua stijl lijkt deze symfonie erg op zijn eerste; reden waarom moet worden aangenomen dat het merendeel in 1917 gecomponeerd is. Het manuscript bevindt zich in het museum dat aan hem gewijd is in Rio. Uitvoering van de symfonie duurt ongeveer 50 minuten.

## Delen
1. Allegro non troppo
2. Allegretto scherzando
3. Andante moderato
4. Allegro.

Bij het begin is direct duidelijk dat hier geen sprake is van een symfonie in de trant van Gustav Mahler of Anton Bruckner. Het werk is duidelijk Frans van karakter; lichtvoetig en haast dansbaar. Villa-Lobos bevond zich destijds nog zwaar onder de invloed van zijn Franse leermeesters en wilde symfonieën schrijven in de stijl die ook Vincent d'Indy hanteerde.

## Orkestratie
- 2 piccolos, 2 dwarsfluiten, 2 hobo’s, 1 althobo, 2 Bes-klarinetten, 2 A-klarinetten, 2 fagotten, 1 contrafagot
- 4 hoorns, 4 Bes-trompetten, 4 A-trompetten, 4 trombones, 1 tuba
- 1 pauken, percussie waaronder tamtam, 2 harpen, celesta
- violen, altviolen, celli, contrabassen

## Trivia
Er zijn relatief weinig opnamen van symfonieën van Villa-Lobos; er is inmiddels een opname verschenen van deze symfonie via het label CPO (in een serie van al zijn symfonieën); op de achterzijde van de cd-hoes worden de delen als volgt benoemd:
1. Allegro non troppo
2. Allegro non troppo
3. Allegro non troppo
4. Allegro non troppo.